# Emil Olsson
Emil Johan Olsson, född 14 mars 1890 i Svenstorps församling i  Skåne, död 8 januari 1964 i Limhamns församling i Malmö, var en svensk målare och medlem av modernistgruppen De tolv.

## Biografi
I Malmö studerade han åren 1907–1909 vid Bruno Hoppes målarskola. Konstnären Bruno Hoppe drev i flera år en besökt målarskola i Malmö. Därefter studerade Olsson vid Tekniska skolan i Malmö. Åren 1909–1912 studerade Olsson vid Konstakademien i Stockholm samt under åren 1916–1917 vid Akademin i Köpenhamn, Det Kongelige Danske Kunstakademi.
Till konstutbildningen hörde också studieresor och han reste till Paris 1914. Under sina studier i Frankrike 1914 studerade han främst hos Paul Cézanne. Efter hemresan i maj samma år så målade han "med en ljus och sval palett". Men hösten 1917 fattade han ett starkt intresse för Vincent van Goghs konst, han målade då bland annat en oljemålning, Höst, och på den kan man, i målningens färgskala samt dess åkermotiv med arbetande människor, se influens från van Gogh. I Köpenhamn studerade han de tidiga mästarna Hans Memling och Lucas Cranach den äldre. Efter första världskrigets slut reste han till Paris igen. I Paris studerade han som lärling åren 1920–1921 för konstnären och skulptören André Lhote, som var en inflytelserik lärare och konstkritiker. 1922 reste han även till Italien och 1924 till Nederländerna och Belgien.
Emil Olsson kom att bli en av de konstnärer som medverkade till den skånska modernismens genombrott. Efter upprepade studieuppehåll i Paris kom han att vid sidan av konstnären Johan Johansson, som hade vänt hem från Tyskland, och konstnären Svante Bergh, som hade studerat i både Tyskland och Frankrike, att framstå som en av de främsta representanterna för modernismen inom skånskt måleri. En grupp moderna konstnärer, som alla var från Skåne, slöt sig samman 1921 i Paris och bildade modernistgruppen De tolv. Gruppen kom att ställa ut tillsammans i tio år, från debuten på Malmö museum 1924 tills att gruppen upplöstes år 1934. Några av de andra medlemmarna var Svante Bergh, Tora Vega Holmström, Emil Johansson-Thor, Anders Jönsson, Nils Möllerberg och Jules Schyl. 
Olsson målade landskap, porträtt, stilleben i en efterhand alltmer personligt framträdande stil. Ett porträtt av modern finns i Malmö museum. Hans landskap var ofta med åkrar och med arbetsfolk, han målade även blomsterstilleben. Han är bland annat representerad på Moderna museet och Malmö museum.

## Emil Olssons stipendiefond
"Emil Olssons fond utlyses årligen i januari. Fondens ändamål är att främja vården av behövande äldre eller sjuka, i Skåne födda och bosatta bildkonstnärer. Ändamålet skall förverkligas genom utdelande av kontanta bidrag eller på annat lämpligt sätt. Bidragen utdelas efter ansökan eller på styrelsens eget initiativ. För verksamheten äger styrelsen rätt att ta i anspråk den årliga avkastningen av fondens kapital och om så skulle befinnas lämpligt även kapitalet. Styrelsen äger också rätt att till kapitalet lägga ett eller flera års ränteavkastning eller delar därav."

## Representerad
- Malmö konstmuseum i slottet Malmöhus, Malmö
- Moderna museet[5] i Stockholm
- Göteborgs konstmuseum[6]
- Nasjonalgalleriet i Oslo, numera Nasjonalmuseet for kunst, arkitektur og design i Oslo genom sammanslagning av tidigare institutioner 1 juli 2003
- Prins Eugens Waldemarsudde i Stockholm
- Lunds universitets konstsamling
- Norrköpings konstmuseum
- Ystads konstmuseum vid S:t Knuts torg, Ystad
- Helsingsborgs museum
- Tomelilla konstsamling i Tomelilla kommun i Skåne